# 詹瑞文
詹瑞文（1965年5月6日—），別名詹昊宸，香港舞臺劇男演員、導演及編劇。自1993年留學回港後，創辦劇場組合劇團及PIP藝術學校，並演出多套劇目及電影，獲得多個獎項，其劇作《男人之虎》曾演出128場，吸引逾90,000觀眾，創下香港劇場紀錄，被視為香港重要的舞台藝術家。2008年改組劇場組合，脫離香港特區政府資助架構，成立PIP文化產業。2013年10月受鄭經翰之邀在其網台D100與李麗蕊主持全新節目《喜劇之王》，節目於11月3日首播。
於2012-2013年度微笑企業大獎頒獎典禮擔任微笑大使，頒獎予港澳地區多個於微笑服務表現優異的企業。

## 背景
詹瑞文童年時居於深水埗南山邨南豐樓，一家共有七口，小一到小三都在天台學校唸書，小四時才轉到寶安商會學校就讀，小學學階段的成績優異，參與過英語朗誦公開賽。他後來升讀宣道中學（1984年中七、文科），曾參加校內英語戲劇演出，1984年參加香港高級程度會考時，因成績不理想，只有一科及格而要留班，於是轉到新法書院唸書。此後報讀香港演藝學院戲劇學院，最初不獲取錄，第二次報考時才能入讀該院校。此前花了1年時間報讀香港浸會大學及香港中文大學校外課程部和工聯會的演藝課程，同時以兼職4個補習項目為生。修讀演藝學院的數年間得到兩屆「成龍基金獎學金」及1989年至1990年度最傑出演員獎（音樂劇）
他於1990年畢業於香港演藝學院戲劇學院，不久以「藝穗默劇實驗室」成員身份（師承默劇工作者霍達昭）到香港藝術中心的麥高利小劇場表演3場個人默劇《多手多腳》，再獲為他資助部分經費、任職法國文化協會的朋友介紹到深圳大亞灣作一場巡迴默劇演出。詹瑞文當年以默劇報考香港話劇團不遂，同期考一另一個劇團工作和得到就讀演藝學院期間於中環藝穗會學習歐洲表演課程時認識的著名英國形體劇場導演David Glass賞識，跟隨對方當實習演員赴英國巡迴演出及研習現代默劇。翌年回到香港計劃進修行程，輾轉到往英國跟隨大師級表演導師Philippe Gaulier及Monika Pagneux研習演技及學習形體、聲線及物件劇場等技巧訓練，其「PIP 理念 (Pleasure．Imagination．Play---快樂．想像．遊戲)」亦告萌芽。當時詹瑞文為當地家庭任鐘點清潔工人，以賺取學費。為了賺取更多外快，他到唐人街作新年街頭表演如新疆民族舞、唸口簧等。
他亦從事演員培訓及劇場教育，曾出任香港演藝學院客席戲劇導師、無綫電視藝員訓練班表演及默劇導師，應邀擔任多位影星，包括梁洛施、鍾欣桐、蔡卓妍、林嘉欣、名模蔣怡、電視明星鄧萃雯、徐子珊、鄭嘉穎、吳佩慈和國內影星赫蕾等的表演導師。他亦經常應邀往海外如北京、英國、深圳、新加坡、日本、台灣及上海等地，為專業劇團及大學主持工作坊。2003年創立PIP藝術學校，開設各式課程，由小孩子的藝術課程，成人的專業表演及個人成長課程，到企業管理培訓課程等，均由「玩」開始，透過各種「遊戲式」的練習，讓參加者體驗快樂，激發創意，將PIP（Pleasure Imagination Play）理念帶進生活。

### 演藝事業
1993年詹瑞文回港，與甄詠蓓創辦劇場組合劇團，同時擔任編劇、導演及演員，演出作品包括經典劇及自創劇目，部份屬個人演出。他曾加入剛成立的有線電視任兒童節目主持，至1998年為止。其創作的「形體棟篤笑」表演方式，擅長以身體語言及扮演不同角色營造惹笑效果。2003年創立PIP藝術學校，2004年的《兩條老柴玩遊戲》曾到日本及台灣作巡迴表演。
詹瑞文於2000年臨時頂替一位香港商業電台「喜劇之王訓練王」的導師出席一節課堂授課，結果獲彭浩翔邀請接受訪問兼參演電影《買兇拍人》。詹曾演出多部電影、電視廣告及舞台劇，亦曾擔任戲劇導師、表演及默劇導師，及予演員私人授課，曾教導金像金馬女配角林嘉欣、韓國影后忠武路及葡萄牙波圖影后梁洛施。他多年來的成績獲得業界肯定，曾獲香港多個獎項，1999年獲香港藝術發展局頒發第一屆戲劇發展獎，並分別於第7屆及第9屆香港舞台劇獎，獲頒最佳男配角（悲／正劇）獎及最佳男主角（喜／鬧劇）獎等。1999年獲得荷蘭當地之獎學金，跟隨名師Claire Heggen及Vicente Fuentes，深造形體、聲線及物件劇場。2000年獲香港藝術發展局戲劇小組委員會頒發第一屆戲劇發展獎。
詹瑞文曾於2004及2005年與香港小交響樂團合作，和樂團音樂總監葉詠詩主持音樂棟篤笑音樂會「音樂詞彙笑療法」。2006年11月，他們再次合作，於紅磡體育館舉行「詹瑞文&葉詠詩棟篤交響Show」。2007年，詹瑞文的成名作《男人之虎》曾7度公演，演出超過128場，吸引超過90,000名觀眾，為香港劇場的紀錄，亦奠定他舞台藝術家的地位。2008年3月12日，「劇場組合」聯合藝術總監詹瑞文召開記者招待會，向傳媒宣佈 —「劇場組合」為配合劇團文化藝術發展的願景與步伐，決定於2008年3月31日的資助期屆滿後，主動放棄政府的資助，成立文化產業機構「PIP文化產業」（簡稱PIP），把創作領域從舞台擴展至不同範疇。在文化產業的營運模式下，PIP將以長遠及有系統的商業化管理，以更主動、更靈活的方式，推動藝術行業的建立及提昇藝術的經濟價值，從而帶動優化香港的藝術文化生態。
2008年6月，《男人之虎》將第8度公演，取名為「超級防火版」，並以2008年北京奧運為題，由詹瑞文以火炬手造型飾演的「凸首詹」（即詹特首的諧音，實為扮演「煲呔曾」，借代當時香港特別行政區行政長官曾蔭權）作為主體。劇組在2008年5月6日在旺角鬧市舉行「凸首補跑迎奧運」活動，詹瑞文扮演火炬手「凸首詹」，在兩名扮演聖火護衛隊的工作人員護跑下，從新寶戲院跑往豉油街，吸引不少途人圍觀。此外，在其宣傳海報上尤其放大傳送香港區火炬接力的情節。

## 個人生活
詹瑞文於1993年與舞台劇演員甄詠蓓結婚，婚後育有一名女兒。他於2012年與有夫之婦、兼公司職員Amenda Cheng（鄭慧蘭）發展婚外情，終在2013年與甄詠蓓離婚。鄭慧蘭於2023年4月因肺癌病逝。

## 演出作品

### 舞台剧
- 《紅日落‧紅日出》
- 《驚驗補習》
- 《再見紅日出》
- 《甩翼天使》
- 《大小不良》
- 《無人地帶》
- 《射日》
（第八屆香港舞台劇獎「十大最受歡迎製作獎」）
- 《兩條老柴玩遊戲》
（第九屆香港舞台劇獎「最佳男主角（喜/鬧劇）」及「十大最受歡迎製作獎」）
- 《動物農莊攪攪震》
（第十屆香港舞台劇獎「十大最受歡迎製作獎」）
- 《無好死》
- 《大食騷》
- 《月光光》
- 《麻甩騷》
- 《香港煙花燦爛 also know as 港燦》
（第十二屆香港舞台劇獎「十大最受歡迎製作獎」）
- 《跟住個口靚妹氹氹轉》、《男人·張生·Romeo》- 毛俊輝實驗製作
- 《棺材太大洞太小》 - 新加坡實踐劇場
- 《迷宮》 - 北京兒童藝術劇院
- 《大娛樂家》 - 進念二十面體
- 《畸人說夢》- 城市當代舞蹈團
- 《單人匹馬詹瑞文》
- 《虎鶴雙形》
- 《烏哩單刀》
- 《玩得喜》
- 《棟篤文響SHOW》- 香港小交響樂團
- 《音樂詞彙笑療法》、《古典音樂速成 - 音樂詞彙笑療法「易」》- 香港小交響樂團
- 《男人之虎》
- 《萬世歌王》
- 《月亮7個半》
- 《廁客浮士德》
- 《蛇鼠一窩》
- 《萬千師奶賀台慶》
- 《仲夏夜の夢》
- 《港女發狂之港男發瘟》
- 《笑林十八窮人》
- 《0靚模襲地球》
- 《真的等不了》
- 《笑帝》
- 《柔软》
- 《踢館》
- 《女人之虎》
- 《女人之虎之挑剔女皇》
- 《硬膠先生勇救核心價值》
- 《帝女詹-歡樂有渣拿》

### 电影
- 《買兇拍人》 飾 雙鎗雄、郭偉賓
- 《大丈夫》 飾 網吧經理巴治奧
- 《絕世好B》 飾 醫院高級副院長、催眠師金雷蒙醫生
- 《龍咁威2003》 飾 貴利公司大佬
- 《絕種鐵金剛》飾 李先生、李太太
- 《婚前殺行為》
- 《戀上你的床》飾 顧全家醫生
- 《重案黐孖Gun》飾 朱因
- 《絕世好賓》 飾 深水埗區議員詹鈺成、嫖客、Peter仔、表弟、飛哥、四姨婆、食環署衛生督察、A貨推銷員
- 《我要做Model》飾 Lawrence
- 《墨斗先生》 飾 銀行何經理
- 《公主復仇記》 飾 偷情父親
- 《AV》 飾 舅父
- 《出埃及記》饰 轮椅男
- 《春田花花同學會》飾 會議主講經理
- 《伊莎貝拉》 飾 包租公
- 《大丈夫2》飾 爸爸生、雄哥
- 《戲王之王》 飾 陳文龍
- 《美麗密令》 飾 岑志文
- 《我愛HK開心萬歲》 飾 补习社校长
- 《猛男滾死隊》飾 張秋雲
- 《潮性辦公室》飾 Ben Chow
- 2011年《桃姐》飾 Roger 舊同學
- 2012年《春嬌與志明》飾 Paul
- 2012年《低俗喜劇》飾 軍火劉
- 2013年《臨終囧事》飾 Leo
- 2013年《飛虎出征》飾 媽媽生
- 2014年《黑色喜劇》飾 天使詹
- 2014年 唐伯虎衝上雲霄飾 队通街(客串)
- 2015年 臨時演員
- 2015年 《港囧》飾 陳大夫
- 2018年 《我的情敵女婿》飾
- 2020年 《肥龍過江》飾 詹經理

### 配音
- 1993年 《阿拉丁》聲演 小販（旁白）
- 1994年 《獅子王》聲演 成年辛巴
- 1996年 《鐘樓駝俠》聲演 加西莫多
- 1996年 《嘩啦嘩啦漂流記（英语：Raining Cats and Frogs）》聲演 烏龜
- 2005年 《超人特工隊》聲演 谷Sir
- 2005年 《荒失失奇兵》聲演 邁文
- 2005年 《露寶治的世界》聲演 發明家大焊
- 2005年 《龍刀奇緣》聲演 胡老師
- 2006年 《好狗先生（英语：The Shaggy Dog (2006 film)）》聲演 戴偉德
- 2009年 《麥兜响噹噹》聲演 旁白
- 2011年 《神奇俠侶》聲演 皇帝、百曉生

### 导演作品
- 《潮性辦公室》（2009-2012年）
- 《桃色办公室》（2011年）《潮性办公室》普通话版，孟京辉监制[9]
- 《微男博女》（2011年）
- 《失戀單位》（2012年）

### 電視節目
- 2017年：碌卡大導

### 電視劇
- 2018年：VR驅魔人
- 2022年：追夢者聯盟
- 2023年：神經風雲(網絡劇)

## 音樂作品

### 個人專輯
| 專輯 # | 專輯名稱   | 專輯類型 | 發行公司            | 發行日期      | 曲目 |
| ------ | ---------- | -------- | ------------------- | ------------- | --- |
| 1st    | 萬世歌王   | EP       | 東亞唱片            | 2006年10月9日 | 曲目 AVCD 1. Computer Data 2. 單人匹訪 Interviewing 3. 奮鬥歌之上海灘 MV 4. 卡門 (沖凍水涼版) 5. 新香港地 (OT: 香港地) 6. 奮鬥歌之上海灘 7. Be Yourself (OT: 我找到自己) 8. Seven Daffodils 9. 難為正邪定分界 10. “萬世歌王” 主題曲 |
| 2nd    | Heageology | EP       | 英皇娛樂 音樂家唱片 | 2015年2月10日 | 曲目 CD 1. 慶合合 2. 十五二十 3. 陰公豬 4. 舞大舞細 DVD 1. 慶合合 MV 2. 十五二十 MV 3. 陰公豬 NV |

## 獎項
- 1998年 香港舞台劇獎：最佳男配角
- 2000年 香港舞台劇獎：最佳男主角（喜／鬧劇）
- 2000年 香港藝術發展局戲劇小組委員會：第一屆戲劇發展獎
- 2004年 皇家禮炮（Royal Salute）：創見人士2004（Men of Vision 2004）
- 2005年 獲民政事務處頒授十大傑出服務（文化）獎
- 2005年 新城勁爆兒歌頒獎禮：新城勁爆兒歌
- 2006年 新城勁爆頒獎禮：新城勁爆創意表現成就大獎
- 2006年 演藝家年獎「我最喜愛舞台劇演員銀獎」
- 2007年 香港特區10週年電影選舉「最具潛質男演員優異獎」

## 職務
- 香港藝術發展局評審
- 香港戲劇協會評審
- 劇場組合聯合藝術總監
- PIP文化產業執行董事
- PIP藝術學校校長

## 外部連結
- 官方個人網頁 （页面存档备份，存于）
- 官方公司網頁 （页面存档备份，存于）
- 詹瑞文 Facebook （页面存档备份，存于）
- 詹瑞文 新浪微博 （页面存档备份，存于）
- 詹瑞文 騰訊微博 （页面存档备份，存于）
- 詹瑞文 Twitter （页面存档备份，存于）
- 詹瑞文在香港影庫上的簡介